# Taça dos Campeões Europeus de Hóquei em Patins de 1980-81
A Taça dos Campeões Europeus de Hóquei em Patins de 1980-81 foi a 16ª edição da Taça dos Campeões.

## Equipas participantes
| País               | Clube          | Classificação                                                     |
| ------------------ | -------------- | ----------------------------------------------------------------- |
| Alemanha Ocidental | RSC Cronenberg | Campeão da Liga Alemã-Ocidental de 1979/80                        |
| Bélgica            | Royal Sunday   | Wild card                                                         |
| Espanha            | FC Barcelona   | Campeão Europeu de 1979/80 e Campeão da Liga Espanhola de 1979/80 |
| Espanha            | CP Tordera     | 2.º lugar da Liga Espanhola de 1979/80                            |
| França             | US Coutras     | Campeão da Liga Francesa de 1979/80                               |
| Inglaterra         | Southsea RHC   | Campeão da Liga Inglesa de 1979/80                                |
| Itália             | AFP Giovinazzo | Campeão da Liga Italiana de 1979/80                               |
| Países Baixos      | RVC Dennenberg | Campeão da Liga Neerlandesa de 1979/80                            |
| Portugal           | SL Benfica     | Campeão da Liga Portuguesa de 1979/80                             |
| Suíça              | SC Thunerstern | Campeão da Liga Suíça de 1979/80                                  |

## Jogos

### 1ª Eliminatória
| Equipa 1     | Total | Equipa 2       | 1.ª Mão | 2.ª Mão |
| ------------ | ----- | -------------- | ------- | ------- |
| Royal Sunday | 15-10 | SC Thunerstern | 8-4     | 7-6     |
| Southsea RHC | 7-18  | US Coutras     | 7-3     | 0-15    |

### Fase Final
|  | Quartos-de-final | Quartos-de-final | Quartos-de-final | Quartos-de-final |                |                | Meias-finais | Meias-finais | Meias-finais |  |              | Final | Final | Final |
|  |                  |                  |                  |                  |                |                |              |              |              |  |              |       |       |       |
|  | 1                | RSC Cronenberg   | 2                | 1                |                |                |              |              |              |  |              |       |       |       |
|  | 8                | CP Tordera       | 0                | 9                |                |                |              |              |              |  |              |       |       |       |
|  | 8                | CP Tordera       | 0                | 9                |                | CP Tordera     | 0            | 4            |              |  |              |       |       |       |
|  |                  |                  |                  |                  |                | CP Tordera     | 0            | 4            |              |  |              |       |       |       |
|  |                  | FC Barcelona     | 4                | 9                |                |                |              |              |              |  |              |       |       |       |
|  | 4                | FC Barcelona     | 4                | 9                | SL Benfica     | 3              | 5            |              |              |  |              |       |       |       |
|  | 4                |                  |                  |                  | SL Benfica     | 3              | 5            |              |              |  |              |       |       |       |
|  | 5                | FC Barcelona     | 2                | 10               |                |                |              |              |              |  |              |       |       |       |
|  | 5                | FC Barcelona     | 2                | 10               |                |                |              |              |              |  | FC Barcelona | 6     | 6     |       |
|  |                  |                  |                  |                  |                |                |              |              |              |  | FC Barcelona | 6     | 6     |       |
|  |                  | AFP Giovinazzo   | 1                | 2                |                |                |              |              |              |  |              |       |       |       |
|  | 3                | AFP Giovinazzo   | 1                | 2                | RVC Dennenberg | 2              | 1            |              |              |  |              |       |       |       |
|  | 3                |                  |                  |                  | RVC Dennenberg | 2              | 1            |              |              |  |              |       |       |       |
|  | 6                | AFP Giovinazzo   | 1                | 8                |                |                |              |              |              |  |              |       |       |       |
|  | 6                | AFP Giovinazzo   | 1                | 8                |                | AFP Giovinazzo | 15           | 2            |              |  |              |       |       |       |
|  |                  |                  |                  |                  |                | AFP Giovinazzo | 15           | 2            |              |  |              |       |       |       |
|  |                  | Royal Sunday     | 1                | 6                |                |                |              |              |              |  |              |       |       |       |
|  | 2                | Royal Sunday     | 1                | 6                | US Coutras     | 3              | (w)          |              |              |  |              |       |       |       |
|  | 2                |                  |                  |                  | US Coutras     | 3              | (w)          |              |              |  |              |       |       |       |
|  | 7                | Royal Sunday     | 6                | (o)              |                |                |              |              |              |  |              |       |       |       |
|  | 7                | Royal Sunday     | 6                | (o)              |                |                |              |              |              |  |              |       |       |       |

### Quartos-de-final
| Equipa 1       | Total | Equipa 2       | 1.ª Mão | 2.ª Mão |
| -------------- | ----- | -------------- | ------- | ------- |
| RSC Cronenberg | 3-9   | CP Tordera     | 2-0     | 1-9     |
| SL Benfica     | 8-12  | FC Barcelona   | 3-2     | 5-10    |
| RVC Dennenberg | 3-9   | AFP Giovinazzo | 2-1     | 1-8     |
| US Coutras     | 3-6   | Royal Sunday   | 3-6     | (w/o)   |

### Meias-finais
| Equipa 1       | Total | Equipa 2     | 1.ª Mão | 2.ª Mão |
| -------------- | ----- | ------------ | ------- | ------- |
| CP Tordera     | 4-13  | FC Barcelona | 0-4     | 4-9     |
| AFP Giovinazzo | 17-7  | Royal Sunday | 15-1    | 2-6     |

### Final
| Equipa 1     | Total | Equipa 2       | 1.ª Mão | 2.ª Mão |
| ------------ | ----- | -------------- | ------- | ------- |
| FC Barcelona | 12-3  | AFP Giovinazzo | 6-1     | 6-2     |

| Campeão Europeu 1980-81   |
| ------------------------- |
|                           |
| FC Barcelona (6.º título) |

### Internacional
- Ligações para todos os sítios de hóquei
- Mundook- Sítio com notícias de todo o mundo do hóquei
- Hoqueipatins.com - Sítio com todos os resultados de Hóquei em Patins